# Joana Hählen
Joana Hählen (ur. 23 stycznia 1992 w Belp) – szwajcarska narciarka alpejska, dwukrotna medalistka mistrzostw świata juniorów.

## Kariera
Po raz pierwszy na arenie międzynarodowej Joana Hählen pojawiła się 29 listopada 2007 roku w Zinal, gdzie w zawodach FIS Race nie ukończyła pierwszego przejazdu giganta. W 2010 roku wystartowała na mistrzostwach świata juniorów w Crans-Montana, zdobywając brązowy medal w kombinacji. W zawodach tych wyprzedziły ją jedynie dwie rodaczki: Wendy Holdener oraz Andrea Thürler. Jeszcze dwukrotnie startowała na imprezach tego cyklu, największy sukces osiągając podczas mistrzostw świata juniorów w Roccaraso w 2012 roku, gdzie była druga w supergigancie. Rozdzieliła tam na podium dwie Norweżki: Annie Winquist i Ragnhild Mowinckel.
W zawodach Pucharu Świata zadebiutowała 29 listopada 2013 roku w Beaver Creek, gdzie zajęła 40. miejsce w zjeździe. Pierwsze pucharowe punkty wywalczyła tydzień później, 6 grudnia 2013 roku w Lake Louise, zajmując 29. miejsce w tej samej konkurencji. Na podium zawodów tego cyklu pierwszy raz stanęła 24 stycznia 2020 roku w Bansku, gdzie rywalizację w zjeździe ukończyła na trzeciej pozycji. Wyprzedziły ją tam jedynie Mikaela Shiffrin z USA i Włoszka Federica Brignone.
W 2017 roku wystąpiła na mistrzostwach świata w Sankt Moritz, zajmując trzynaste miejsce w supergigancie. Podczas rozgrywanych dwa lata później mistrzostw świata w Åre była szesnasta w zjeździe, a kombinacji nie ukończyła.

## Osiągnięcia

### Igrzyska olimpijskie
| Miejsce | Dzień     | Rok  | Miejscowość | Konkurencja | Czas biegu | Strata | Zwyciężczyni  |
| ------- | --------- | ---- | ----------- | ----------- | ---------- | ------ | ------------- |
| 6.      | 15 lutego | 2022 | Pekin       | Zjazd       | 1:31,87    | +1,29  | Corinne Suter |

### Mistrzostwa świata
| Miejsce | Dzień     | Rok  | Miejscowość  | Konkurencja | Czas biegu | Strata | Zwyciężczyni       |
| ------- | --------- | ---- | ------------ | ----------- | ---------- | ------ | ------------------ |
| 13.     | 7 lutego  | 2017 | Sankt Moritz | Supergigant | 1:21,34    | +1,22  | Nicole Schmidhofer |
| DNS2    | 8 lutego  | 2019 | Åre          | Kombinacja  | 2:02,13    | -      | Wendy Holdener     |
| 16.     | 10 lutego | 2019 | Åre          | Zjazd       | 1:01,74    | +1,16  | Ilka Štuhec        |

### Mistrzostwa świata juniorów
| Miejsce | Dzień     | Rok  | Miejscowość   | Konkurencja | Czas biegu | Strata | Zwyciężczyni            |
| ------- | --------- | ---- | ------------- | ----------- | ---------- | ------ | ----------------------- |
| 5.      | 1 lutego  | 2011 | Crans-Montana | Zjazd       | 1:32,11    | +0,84  | Lotte Smiseth Sejersted |
| 13.     | 2 lutego  | 2011 | Crans-Montana | Gigant      | 2:28,27    | +4,64  | Sara Hector             |
| 19.     | 3 lutego  | 2011 | Crans-Montana | Slalom      | 1:40,32    | +6,43  | Jessica Depauli         |
| DNF     | 5 lutego  | 2011 | Crans Montana | Supergigant | 1:28,23    | -      | Elena Curtoni           |
| 3.      | 5 lutego  | 2011 | Crans-Montana | Kombinacja  | ?          | ?      | Wendy Holdener          |
| 20.     | 1 marca   | 2012 | Roccaraso     | Slalom      | 1:42,69    | +5,83  | Stephanie Brunner       |
| 35.     | 3 marca   | 2012 | Roccaraso     | Gigant      | 2:45,02    | +7,08  | Ragnhild Mowinckel      |
| 2.      | 5 marca   | 2012 | Roccaraso     | Supergigant | 1:06,99    | +0,03  | Annie Winquist          |
| 7.      | 8 marca   | 2012 | Roccaraso     | Kombinacja  | 11,66 pkt  | ?      | Ragnhild Mowinckel      |
| 19.     | 21 lutego | 2013 | Québec        | Slalom      | 1:52,10    | +6,65  | Magdalena Fjällström    |
| 13.     | 22 lutego | 2013 | Québec        | Gigant      | 2:22,23    | +2,15  | Lisa-Maria Zeller       |
| DNF     | 24 lutego | 2013 | Québec        | Supergigant | 1:00,89    | -      | Stephanie Venier        |
| DNS     | 26 lutego | 2013 | Québec        | Zjazd       | 1:11,18    | -      | Jennifer Piot           |

### Puchar Świata

#### Miejsca w klasyfikacji generalnej
- sezon 2013/2014: 97.
- sezon 2015/2016: 68.
- sezon 2016/2017: 62.
- sezon 2017/2018: 39.
- sezon 2018/2019: 34.
- sezon 2019/2020: 21.
- sezon 2020/2021: 48.
- sezon 2021/2022: 24.
- sezon 2022/2023: 24.
- sezon 2023/2024:

#### Miejsca na podium w zawodach
1. Bansko – 24 stycznia 2020 (zjazd) – 3. miejsce
2. Roza Chutor – 2 lutego 2020 (supergigant) – 3. miejsce
3. Courchevel – 16 marca 2022 (zjazd) – 2. miejsce[2]
4. Sankt Anton – 14 stycznia 2023 (supergigant) – 2. miejsce
5. Val d’Isère – 16 grudnia 2023 (zjazd) – 2. miejsce